# The New Magdalen (film 1910)
The New Magdalen è un cortometraggio muto del 1910 diretto da Joseph A. Golden.
È il primo adattamento cinematografico dell'omonimo romanzo di Wilkie Collins, pubblicato in Italia nel 1884 come La nuova Maddalena. Nel 1912 e nel 1914 ne verranno girate altre due versioni: la prima The New Magdalen diretta da Herbert Brenon, la seconda The New Magdalen da Travers Vale.

## Trama
Mercy Merrick, una giovane inglese, dopo aver scoperto che il suo seduttore è un uomo sposato, sta per suicidarsi. Viene salvata da Julian Gray, un giovane curato. Pentita del suo gesto e decisa a riscattarsi, Mercy si arruola come infermiera della Croce Rossa nella guerra franco-prussiana. In viaggio per l'Inghilterra, dove è attesa da lady Janet Roy, una sua parente che vuole adottarla, Grace Roseberry viene gravemente ferita da un proiettile e lasciata come morta. Mercy prende allora i documenti della "morta" e si presenta a casa di lady Roy come se fosse lei la vera Grace. Il nipote di lady Gray, Julian Gray, non riconosce Mercy, la donna che aveva salvato dal suicidio e si innamora di lei. I due stanno per sposarsi, ma arriva la vera Grace Roseberry che però non viene creduta e presa per pazza. Mercy, allora, presa dal rimorso, confessa la propria impostura. Poi, restituisce a Julian l'anello di fidanzamento, dicendogli addio. Il giovane, però, le dice che ha sofferto abbastanza e che troverà sempre in lui un riparo.

## Produzione
Il film fu prodotto dalla Powers Picture Plays.

## Distribuzione
Distribuito negli Stati Uniti dalla Motion Picture Distributors and Sales Company, il film - un cortometraggio di una bobina - uscì nelle sale cinematografiche il 19 novembre 1910.